# Messerschmitt Me 509
Le Messerschmitt Me 509 était un projet de chasseur entièrement métallique, en cours en Allemagne pendant la Seconde Guerre mondiale.

## Développement
Peu d'informations sur ce projet ont survécu. Il était basé sur le Me 309 mais avec le moteur situé derrière le cockpit pressurisé, un peu de la même manière que le Bell P-39 Airacobra américain.
Le moteur était un Daimler-Benz DB 605 B entraînant une hélice tripale.
L'armement devait se composer de deux mitrailleuses MG 131 de 13 mm et deux canons MG 151/20 canon de 20 mm.
Le train d'atterrissage tricycle du Me 309 a été conservé, et fonctionnait mieux que sur le 509, en raison du poids inférieur sur la roue avant (le train avant du Me 309 s'était cassé lors des essais). Le nez plus petit aurait amélioré la visibilité.
Le projet a été abandonné en même temps que celui du Me 309.
Les Japonais ont fabriqué un avion similaire, le Yokosuka R2Y Keiun, qui a souffert d'une surchauffe du moteur.